# Grikó nyelv
A grikó nyelv a görög nyelv egy változata, a dél-olaszországi Calabriában és Apuliában. Bár számos eltérése van, bizonyos szinten érthető a grikót beszélők számára az újgörög nyelv. Érdekes dolog, hogy ebben a régióban más nem újlatin kisebbségeknek is külön nyelvvé alakult a nyelvjárásuk. Így például az arberes nyelv, amely voltaképp albán változat és molisei nyelv, amely egy horvát kisebbség nyelve. Calabriában beszélnek egy a calabriai nyelvvel kevert úgynevezett calabriai-görög nyelvjárást is, amely nem része a grikó nyelvnek, de hozzá hasonló.

## Eredete
Gerhard Rohlfs német és Georgiosz Hacidakisz görög nyelvészek szerint a grikók ókori görög telepesek leszármazottai. Elméletük nagyon népszerű, de még mindig nem állítható teljes bizonyossággal. Az viszont tény, a görögök hajókkal sok helyen jártak az ókor folyamán, eljutottak még a mai  Kaukázus területére keleten, nyugaton pedig az Ibér félszigetig. Számos helyen telepet létesítettek, közülük nem egy utánpótlás révén hamarosan külön állammá fejlődött. Szicilíában és Calabriában is számos ilyen görög gyarmat volt, amelyek karthagói, utóbb pedig római uralom alá jutottak.
Egyes elméletek szerint a grikó nyelv a régi dór nyelv elemeit őrizte meg, tehát archaikus elemek őrző görög változatról van akkor szó, de még ez sem tudott megfelelő bizonyosságot szerezni. Az általános nézet az, hogy a grikó nyelv a koinéi nyelv utódnyelve, amelyben vannak dór elemek.

## Területe és beszélői

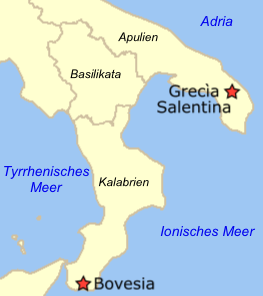
Grikó nyelvet beszélő körzetek

A salentói félsziget vidékén Apuliában és Calabriában vannak még élő közösségek. Salentóban kilenc kisvárosban élnek grikók akik beszélik anyanyelvüket. Becsült számuk 40 ezer fő, hivatalosan azonban csak 20 ezer grikó beszélőt tartanak számon. Calabriában összesen kilenc faluban beszélnek grikó nyelven, ám a lakosság itt elenyésző, 2000 fő körül van.

## Hivatalos státusz
Az olasz állam elismeri a grikó-görög kisebbséget Calabriában és Apuliában, így a grikók saját területi nyelvüket nyugodtan használhatják a helyi hivatalokban is.

## Kultúra grikó nyelven
A grikó nyelv megőrzésében nagy szerepe van a szájhagyománynak és a grikó népi kultúrának. A grikó zenék, dalok, költemények népszerűek Olaszországban és még Görögországban is. Salentóban számos együttes működik, köztük a két legjelentősebb a Ghetonia és az Aramirè, amely grikó nyelven énekel. Dionüszisz Szavopoulosz és Maria Farantouri énekeseknek van nagy szerepük a grikó nyelv őrzésében.